# Edwin Jędrkiewicz
Edwin Jędrkiewicz (ur. 16 kwietnia 1889
 w Wadowicach, zm. 4 września 1971 w Mediolanie) – polski poeta, prozaik, dramatopisarz i tłumacz.

## Życiorys
Pierwotnie nazywał się Rosenfeld (po ojcu Wiktorze). Nazwisko Jędrkiewicz przejął po matce Amelii z Jędrkiewiczów. Ukończył szkołę średnią we Lwowie. Na Uniwersytecie im. Jana Kazimierza studiował filologię klasyczną i filozofię. Pracował jako nauczyciel we Lwowie i Ołomuńcu. W 1914 ożenił się ze Stefanią Brylińską. W latach 1920–1924 pełnił funkcję prezesa lwowskiego Związku Literatów. Był delegatem na zjazd Związku Zawodowego Literatów Polskich 4 lutego 1922 w Warszawie. Pod koniec lat 20. przeniósł się do Gdańska, gdzie pracował w gimnazjum i organizował życie teatralne w tym mieście. W czasie II wojny światowej – po zajęciu Lwowa przez ZSRR – przebywał przez jakiś czas we Lwowie (uczył w szkole średniej) i Jaremczach. W roku 1944 został ewakuowany przez Niemców na Węgry. Po powrocie do Polski podjął pracę jako nauczyciel w jednej z gdańskich szkół. Był kustoszem Biblioteki Miejskiej, należał do aktywnych organizatorów życia kulturalnego na Wybrzeżu (w latach 1946–1948 był pierwszym prezesem gdańskiego oddziału ZLP). Od 1951 roku mieszkał w Poroninie. Zmarł podczas pobytu w Mediolanie. Pochowany został w Torre Pellice we Włoszech.
W swoich dziełach poruszał problemy psychologiczno-moralne. Wykorzystywał bogatą symbolikę i metaforykę. Chętnie sięgał po konwencję fantastyczną. Jako tłumacz przełożył z łaciny m.in. dzieła Apuleiusa i Erazma z Rotterdamu oraz pisma Andrzeja Frycza Modrzewskiego (w tym O poprawie Rzeczypospolitej). Przygotował też Antologię poezji polsko-łacińskiej 1470–1543.

## Odznaczenia
- Srebrny Wawrzyn Akademicki (4 listopada 1937)[4]

## Twórczość (wybór)
- Saul król (1923) – dramat
- Czerwony młyn (druk fragmentów 1920–1921) – dramat
- Świątki i centaury (1921, II wyd. 1958) – opowiadania
- Pieśń o ogniu i wodzie (1924) – poezje
- Jędrek i szczęście (1929) – opowiadania
- Sąd (1934) – opowiadania
- Droga z Martynowic (1938) – powieść
- Gra (1960) – opowiadania
- Daimonion Ti (1962) – powieść
- Kukły mistrza Damiana (1966) – powieść
- Wender, wender, aryjani! (1968) – powieść

## Tłumaczenia (wybór)
- Benito Mussolini, Mowy
- Apuleius, Metamorfozy, albo Złoty osioł
- Andrzej Frycz Modrzewski, Dzieła wszystkie
- Erazm z Rotterdamu, Pochwała głupoty
- Andrzej Wiszowaty, O religii zgodnej z rozumem
- Andrzej Krzycki, Poezje; Dzieła wszystkie